# 天国は待ってくれる (清木場俊介の曲)
「天国は待ってくれる」（てんごくはまってくれる）は、日本の歌手清木場俊介の5枚目のシングルである。2007年2月7日発売。発売元はrhythm zone。

## 概要
前作「believe/僕の毎日」より約半年ぶりにリリースされた作品。ジャケットが異なる【CD＋DVD】と【CD】の2形態で発売された。
表題曲は、自身初の映画主題歌となった。
シングルは、2007年2月19日付のオリコン週間シングルランキングで5位を記録した。

## 収録曲
1. 天国は待ってくれる(5:12)
（作詞：清木場俊介 / 作曲：清木場俊介・川根来音 / 編曲：高橋圭一） 
自身が主演を務める映画『天国は待ってくれる』の主題歌。
映画のために書き下ろされた楽曲。清木場は、「当初は清木場俊介として書こうとしたが、なかなか書けなかった。そこでもう一度、映画で演じた武志の役に入って、宏樹と薫に対して感謝の言葉を残したかった武志の気持ちを書いた」「最初はバラードにしようとしてたけど、ミディアムになった」と語っている[3]。
2. 天国は待ってくれる(カラオケ)(5:12)
3. 天国は待ってくれる(ライブ・バージョン/2006.12.10 at ZEPP TOKYO)(5:26)
初回限定盤のみ収録。
前年の「清木場俊介 Live Tour 2006 それ行け! オッサン少年の旅」ツアーの千秋楽であるZepp Tokyo公演（12月10日）でのライブ音源。ライブ映像は、同名の映像作品に収録されている。

## 参加ミュージシャン
- 清木場俊介：Vocal
- 高橋圭一：Guitar
- 川根来音：Acoustic Guitar, Blues Harp
- 沖山優司：Bass
- 川村ケン：Keyboard
- 松本淳：Drums
- 弦一徹ストリングス：Strings

## 収録アルバム
- IMAGE
- 清木場俊介 SONGS 2005-2008